# Dunkerque (Schiff, 1897)
Die Bark Dunkerque war ein französisches Segelschiff der Reederei A. D. Bordes et fils aus Dünkirchen.
In der Zeit von 1875 bis 1914 gehörten der Reederei 68 Segelschiffe. Sie fielen unter anderem durch eine besondere Anstrichsordnung unter anderen Schiffen der damaligen Zeit auf. Der Rumpf der Schiffe war hellgrau gestrichen. Rund um den Schiffsrumpf lief ein weißes Pfortenband mit aufgemalten Stückpforten, was den Schiffen ein elegantes Aussehen verlieh.

## Das Schiff
Die Dunkerque war eine Viermastbark in Stahlbauweise mit einer Länge von 99,86 Metern und einer Breite von 13,86 Metern. Der maximale Tiefgang betrug 7,74 Meter. Das Schiff wird angegeben mit einer BRZ von 3383 und einer NRZ von 2498. Die Besegelung bestand aus der klassischen Barktakelage. Der erste Kapitän des Schiffes war F. Martin.

## Entstehung
Der Bau und die Indienststellung des Schiffes im Frühjahr 1897 fanden unter besonderen Umständen statt. Der französische Staat hatte ein Gesetz zur Subventionierung der einheimischen Stahlindustrie erlassen. Davon profitierte insbesondere der Schiffbau, welcher pro Tonne Stahl 65 Franc vom Gesetzgeber als Zuschuss erhielt. Viele französische Reeder nahmen diese Gelegenheit zur Modernisierung und Verjüngung ihre Flottenbestände gerne an. Einer der ersten war die Reederei A. D. Bordes et fils. Sie bestellte in der Werft Laporte et Cie in Rouen eine Viermastbark. Das neue Schiff sollte als Schüttgutschiff in der Chilefahrt zum Einsatz kommen. Es ersetzte ein früheres Schiff mit demselben Namen, welches im Sommer 1891 auf bis heute ungeklärte Weise auf einer Reise von Cardiff mit Kohlen nach Rio de Janeiro verloren ging.

## Einsatz
Die Bark Dunkerque war für die Fahrt im Salpeterhandel zwischen französischen und chilenischen Häfen vorgesehen und wurde auch bis 1924 auf diesen Routen eingesetzt. Im Jahre 1927 wurde sie außer Fahrt genommen und in Italien abgewrackt. Ihre letzte Reise ging von Swansea im Schlepp mit einer Ladung Kohlen nach Savona.

## Trivia
Im Jahre 1906 wurde das Schiff bekannt durch die Rettung einiger Schiffbrüchiger des belgischen Segelschiffes Comte de Smet de Naeyer, benannt nach dem belgischen Politiker Paul de Smet de Naeyer, welches bei gutem Wetter bei einer Atlantiküberquerung sank.